# フウセンウナギ目
フウセンウナギ目（フウセンウナギもく、Saccopharyngiformes）は、条鰭綱の分類群の一つ。Fishes of the world 4th editionでは独立した目とされていたが、一方でFishes of the world 5th editionでは本目に含まれる科をウナギ目の亜目Saccopharyngoideiに分類している。

## 分布・生態
フウセンウナギ目はウナギのように細長い体と、極端に大きな顎の骨が特徴の、著しく特異な形態をもつ魚類の一群である。所属する28種余りのすべてが中深層から漸深層（水深200 - 3,000m）にかけての深海に生息する深海魚で、海底から離れた中層を漂泳して生活する。
カライワシ上目の魚類に共通する特徴として、レプトケファルス（葉形仔魚）と呼ばれる独特な仔魚期を経て成長する。近縁のウナギ目と同様、産卵は生涯に一度きりで、親魚は繁殖直後に死亡すると考えられている。

## 形態
フウセンウナギ目は形態学的に見て極めて特異なグループであり、接続骨・鰓蓋骨・鰓条骨・肋骨を欠くとともに、鱗・幽門垂および浮き袋をもたない。えら（鰓）の開口部は腹側にある。背鰭と臀鰭の基底は長いが、腹鰭を欠き、尾鰭も痕跡的かあるいは失っている。顎骨と舌顎骨は極めて細長く、ただ一つの関節丘を介して神経頭蓋と接続する。本目魚類のレプトケファルスは体高が高く、筋節はV字型となっている。

## 分類
フウセンウナギ目はヤバネウナギ亜目・フウセンウナギ亜目の2亜目の下、4科5属28種で構成される。本目はかつてウナギ目に所属する一亜目として扱われていたが、Nelson（1994）の体系以降、独立の目として分類されるようになっている。一方で、1990年代以降に行われた分子生物学的解析の結果に基づき、本目全体を再びウナギ目の内部に置く見解もある。

### ヤバネウナギ亜目

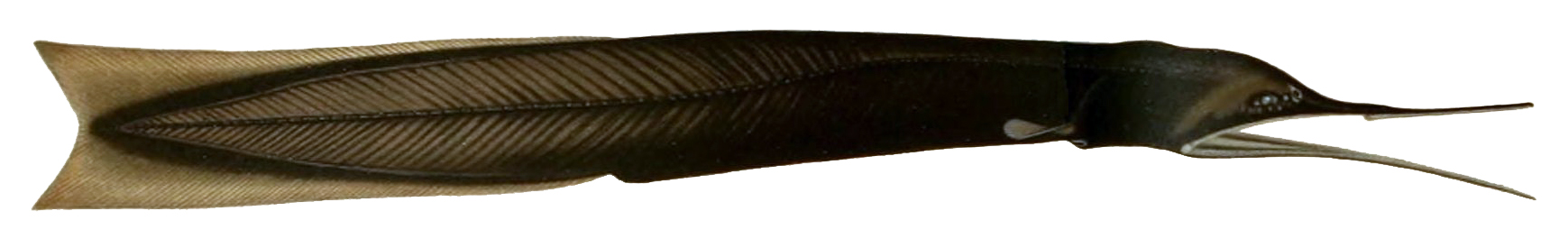
ヤバネウナギ Cyema atrum （ヤバネウナギ科）

ヤバネウナギ亜目 Cyematoidei は1科2属2種を含む。以前は「セムシウナギ」と呼ばれていたグループだが、差別的表現を含むとして、日本魚類学会により2007年に亜目名および科名が変更された。

#### ヤバネウナギ科
ヤバネウナギ科 Cyematidae は2属2種からなる。体は比較的短く、最大でも15cm程度。眼は小さく痕跡的である。退化傾向はフウセンウナギ亜目ほど顕著ではない。
- ヤバネウナギ属 Cyema
- Neocyama属

### フウセンウナギ亜目

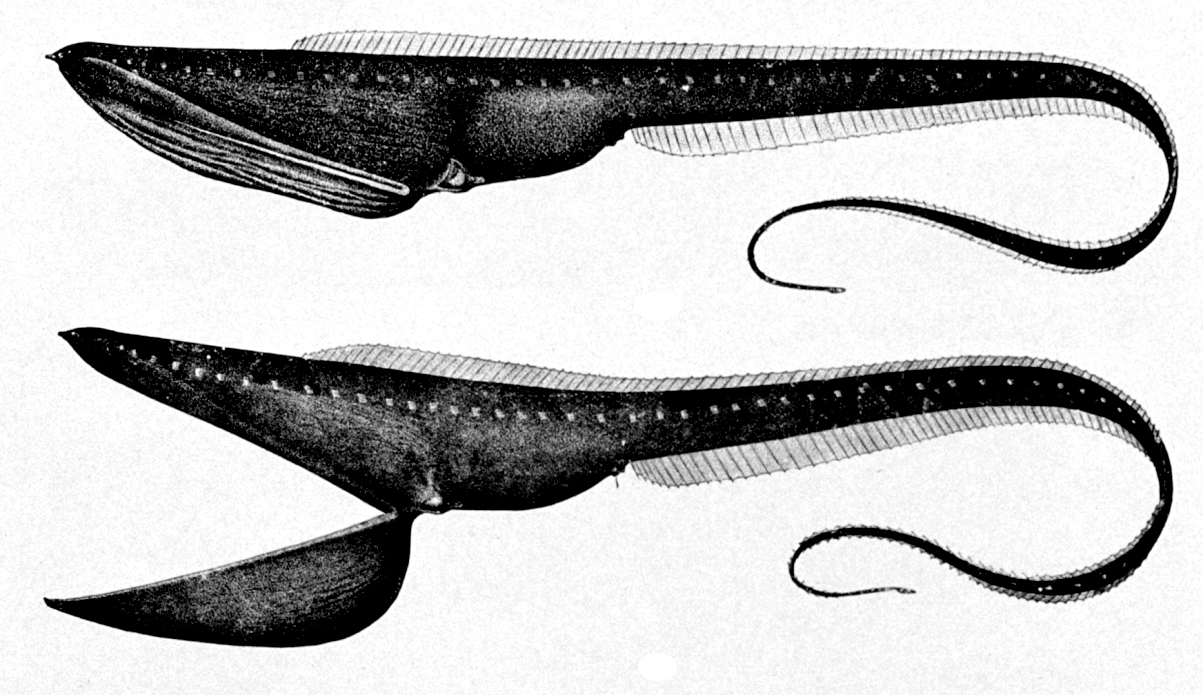
フクロウナギ Eurypharynx pelecanoides （フクロウナギ科）

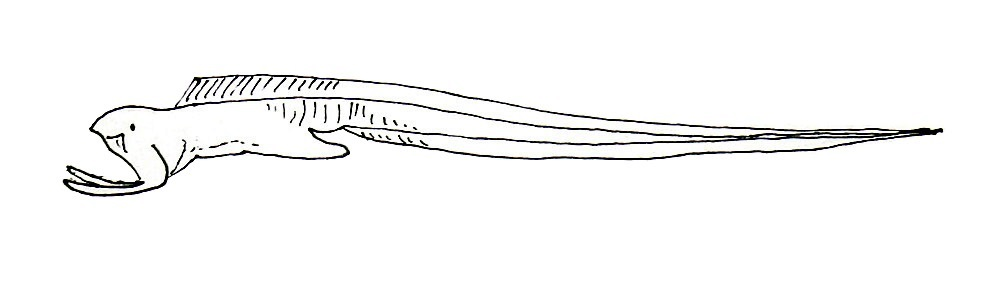
タンガクウナギ属の1種 Monognathus sp. （タンガクウナギ科）

フウセンウナギ亜目 Saccopharyngoidei は3科3属で構成され、26種を含む。方形骨が非常に長く伸びる。咽頭の伸縮性が極めて高く、大型の獲物を飲み込むことが可能となっている。本亜目の魚類は脊椎動物全体から見ても特異な解剖学的構造をしており、研究初期には硬骨魚類に含めることの妥当性に疑義が呈されたこともある。

#### フウセンウナギ科
フウセンウナギ科 Saccopharyngidae はフウセンウナギ属のみ、約10種が記載される。大きな口には鋭い歯が備わり、胸鰭はよく発達する。鋤骨と副蝶形骨を欠き、椎骨は150-300個。
- フウセンウナギ属 Saccopharynx

#### フクロウナギ科
フクロウナギ科 Eurypharyngidae はフクロウナギ Eurypharynx pelecanoides のみ、1属1種。フウセンウナギ類とは鰓の開口位置、背鰭の起始部が異なることで区別が可能である。歯は貧弱で、小型の獲物をかき集めているとみられる。
- フクロウナギ属 Eurypharynx

#### タンガクウナギ科
タンガクウナギ科 Monognathidae は1属15種からなる。名前の通り単顎であり、上顎をもたない。胸鰭を欠き、背鰭と臀鰭を支持する骨格が存在しない。知られている70点の標本のほとんどは、水深2,000m以深から採取されたものである。
- タンガクウナギ属  Monognathus